# 鲛精
鲛精，是中国传说的妖怪。也叫蛟艄( xiāo )。而鲛即鲨鱼的意思。

## 《述异记》
在《述异记‧鲛精》寫鮫精会化为美婦或男子。

## 《夷堅志》
在《夷堅志‧無足婦人》里，寫趙某夫妻收留的一個自稱受後母虐待之婦,而此婦是鮫魚精。

## 流行文化
《轩辕剑叁外传：天之痕》的boss也有鲛精。

## 参看
中国妖怪列表